# ウエストランド リムジン

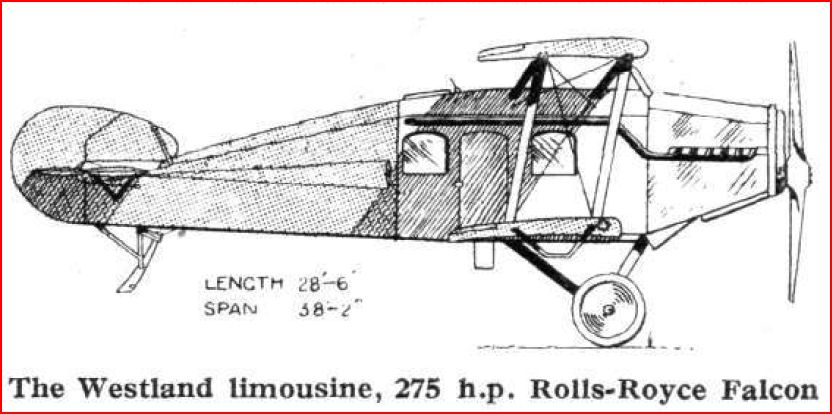
ウエストランド リムジン

ウエストランド リムジン（Westland Limousine）は、1920年代の単発4座席の軽輸送機である。

## 開発の経緯
第一次世界大戦の終了後、航空市場拡大の予想から、ウエストランド・エアクラフトは3座席の軽輸送機の開発をはじめた。ウエストランドにとって最初の民間機で、リムジン Iという名前が付けられた1号機（機体番号G-EAFO）は1919年7月に初飛行した。ロールスロイス ファルコンIII　エンジンを装着した複葉機で乗客は胴体内に設けられ、操縦士は、客室後部に設けられ、上方に上がるようになっていて、客室の屋根の一部の穴から頭を出して操縦した。2号機（機体番号G-EAJL）は1919年10月に完成し、リムジン IIと名付けられた。
リムジン IとIIは1920年9月から2ヶ月間にわたって、クロイドン飛行場とルブールジュ飛行場の間の郵便運搬の実験に用いられた。3号機は新エンジンであるコスモス ジュピターエンジンを積んで試験飛行を行ったが、後にファルコンIII　エンジンに換装された。さらに4機が製作され、2機はインストーン航空で、ロンドンとパリ、ブリュッセル間で運用された。
1920年に、航空省が民間機のコンペティションを開催したのに合わせて、5座席に拡大され、エンジンをネィピア ライオンに変更されたリムジン IIIが製作され、コンペティションで£7,500の賞金を得たが、リムジン IIIはもう1機だけが製作され、インストーン航空で運用されただけに終わった。
リムジン IIIの初号機（機体番号G-EARV）はニューファンドランド航空調査会社（Aerial Survey Company (Newfoundland) Ltd.）でアザラシ漁や漁業のための探知飛行に用いられた。この会社は1923年まで存続し郵便運搬や人の運搬を行い、2機のリムジン IIも後にニューファンドランドで使用された。

## 諸元（リムジン III）
- 乗員: 1名
- 全長: 10.21 m
- 翼幅: 16.46 m
- 全高: 3.81 m
- 翼面積: 67.5 m2
- 空虚重量: 1,738 kg
- 最大離陸荷重: 2,660 kg
- 動力:ネイピア ライオン 12-気筒水冷W型エンジン 450 hp (336 kW)  × 1
- 最高速度:190 km/h
- 巡航速度:145 km/h
- 航続距離: 837 km
- 最高高度:3,750 m
- 上昇率: 180m/分
- 出典：[1]